# Смирнов, Антон Юрьевич (футболист)
Антон Юрьевич Смирнов (7 августа 1983, Куйбышев) — российский футболист, защитник.
В первенстве России играл во втором (2002—2005, 2011) и первом (2006—2007) дивизионах за клубы «Краснодар-2000» (2002), «Уралан-ПЛЮС» Москва (2003), «Реутов» (2003—2004), «Нара-Десна» Наро-Фоминск (2005), «Машук-КМВ» Пятигорск (2006), «Спартак-МЖК» Рязань (2007), «Шексна» Череповец (2011), «Подолье» Подольский район (2011). В первенстве ЛФК (ЛФЛ/III дивизион) выступал за команды «Звезда-2» Иркутск (2008), «Олимп» Фрязино (2010), «Звезда» Серпухов (2010, 2012), «Дмитров» (2013). В первом круге чемпионата Белоруссии 2008 года провёл 11 матчей за минский «Локомотив», во втором круге чемпионата 2012 года — семь матчей за «Славию-Мозырь».
Спортивный юрист и агент (уполномоченный представитель аккредитованного посредника — юридического лица ООО «Алетейя»), автор telegram-канала «Честность — не порок». 15 апреля 2022 года комитетом по этике РФС был отстранён от футбольной деятельности на один год и оштрафован на 125 000 рублей за «многочисленные публичные оскорбления других лиц, в том числе субъектов футбола». 16 июня 2022 года на заседании апелляционного комитета РФС была удовлетворена жалоба Смирнова на решение от 15 апреля, и наказание было скорректировано: назначен штраф в 50 000 рублей, а двенадцатимесячное отстранение было заменено 3 месяцами реального исполнения спортивной санкции и 9 месяцами условной спортивной санкции.
Отец — Юрий Смирнов (род. 1947) — футболист, тренер.